# OS360 och efterföljare
OS/360, officiellt känt som IBM System/360 Operating System, är ett batchbearbetnings operativsystem utvecklat av IBM för deras då nya System/360 stordator, som annonserades 1964; den var starkt influerad av det tidigare IBSYS/IBJOB och in/ut-kontrollsystemet (IOCS) paketet.  Det var en av de första operativsystemen att göra lagringsenheter med direktåtkomst (hårddisk) en förutsättning för dess funktion.